# Maizière
De Maizière ist der Name einer preußisch-hugenottischen Familie, die im 17. Jahrhundert aus Frankreich kommend im Kurfürstentum Brandenburg sesshaft wurde. Sie floh 1685 vor der Hugenottenverfolgung aus Frankreich.
Der Familienname stammt von Maizières-lès-Metz aus dem Département Moselle in Lothringen. Angehörige der Familie lebten spätestens seit der Bartholomäusnacht 1572 in Paris und ein De Maizière soll Leibarzt König Heinrichs IV. gewesen sein. Das Familienwappen trägt einen schwarzen springenden Löwen auf silbernem Grund.
Ernst de Maizière ließ, nachdem er die direkte Abstammungslinie bis 1570 zu belegen vermocht hatte, im August 1896 den Familiennamen von Maizier in de Maizière ändern.

## Bekannte Familienmitglieder
- Gustav Maiziere, Mediziner ⚭ I Johanna Wilhelmine Maizier geb. Mischke; ⚭ II 1854 Leontine Maiziere geb. von Wulffen, Tochter von Carl von Wulffen
  - Ernst de Maizière (1841–1898), Landgerichtspräsident in Neuruppin[2] und Mitverfasser des Bürgerlichen Gesetzbuches[3] ⚭ Sophie de Maizière geb. Bäumer (1852–1932), Enkelin von Wilhelm Bäumer (1783–1848)
    - Walter de Maizière (1876–1915), Regierungsrat und Dezernent bei der Stader Bezirksregierung, im Ersten Weltkrieg gefallen ⚭ Elisabeth de Maizière geb. Dückers (1881–1966)
      - Clemens de Maizière (* 30. Juli 1906 in Hohensalza; † 9. Juni 1980 in Berlin[4]), deutscher Rechtsanwalt, Mitglied der SA und der NSDAP (Mitgliedsnummer 3.952.867),[5] Synodaler der Berlin-Brandenburgischen Evangelischen Kirche in der DDR, Mitglied der Ost-CDU[6] ⚭ Christine de Maizière geb. Rathje (1910–1981), Tochter von Johannes Rathje (1879–1956)
        - Lothar de Maizière (* 1940), deutscher Rechtsanwalt und Politiker (CDU), letzter Ministerpräsident der DDR

      - Ulrich de Maizière (1912–2006), deutscher Offizier, Verfechter des Führungskonzeptes „Innere Führung“ in der Bundeswehr, 1966–1972 Generalinspekteur der Bundeswehr ⚭ Eva de Maizière geb. Werner (1915–2003), deutsche Bildhauerin und Graphikerin
        - Barbara Pieper geb. de Maizière (* 1945), deutsche Sozialwissenschaftlerin und Feldenkrais-Therapeutin[7]
        - Cornelia von Ilsemann geb. de Maizière (* 1948), deutsche Reformpädagogin, Oberstufenleiterin der Max-Brauer-Schule (Profiloberstufe), Leiterin der Abteilung Entwicklung und Gestaltung von Schule, Unterricht und Lehrerbildung am Amt für Schule Hamburg, 2003–2013 Senatsdirektorin beim Bremer Bildungssenator, zeitweise Vorsitzende des Schulausschusses der KMK (Entwicklung der Bildungsstandards), heute Sprecherin des Schulverbunds Blick über den Zaun[8]
        - Andreas de Maizière (* 1950), deutscher Wirtschaftsmanager, 1999–2005 Vorstandsmitglied der Commerzbank
        - Thomas de Maizière (* 1954), deutscher Jurist und Politiker (CDU), 2005–2009 Bundesminister für besondere Aufgaben und Chef des Bundeskanzleramtes, 2011–2013 Bundesminister der Verteidigung, 2009 bis 2011 und erneut von 2013 bis 2018 Bundesminister des Innern

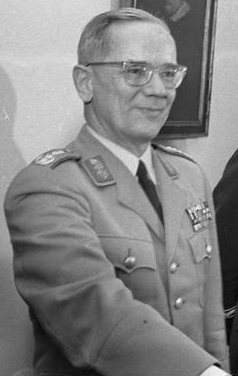
Ulrich de Maizière 1969
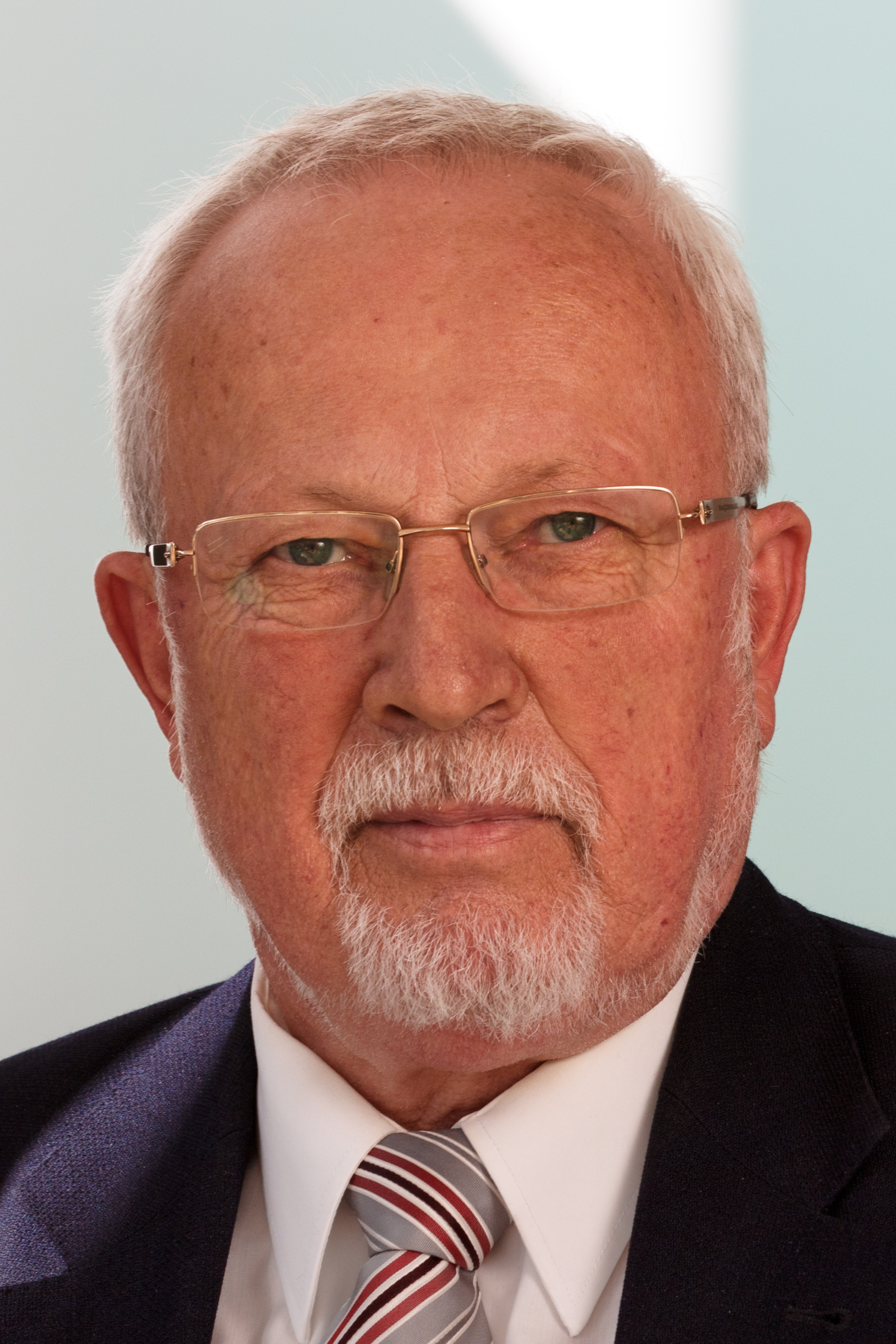
Lothar de Maizière 2011
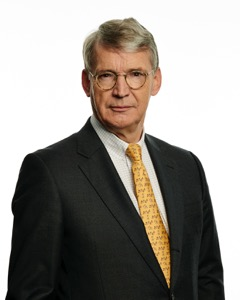
Andreas de Maizière 2015
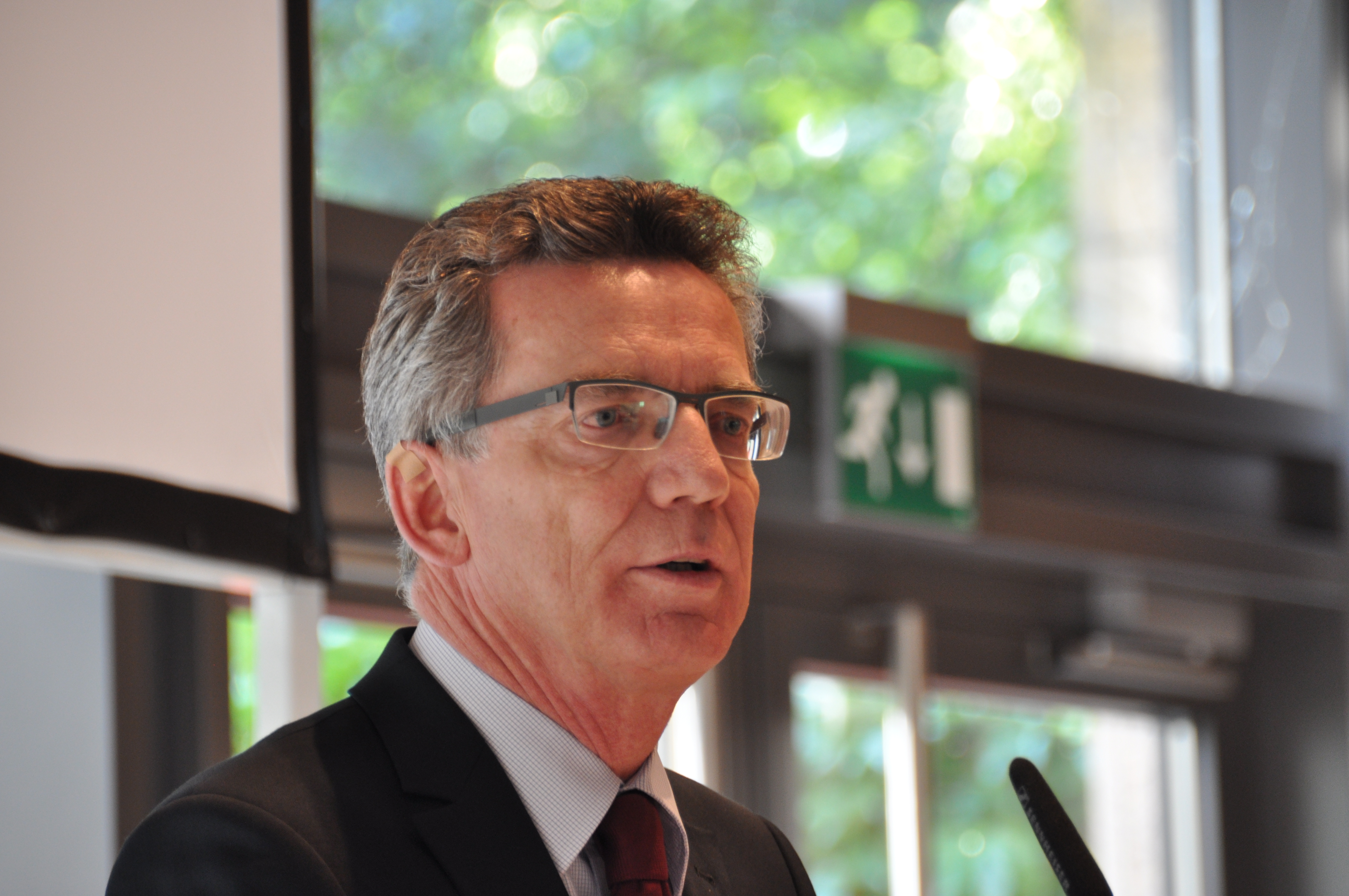
Thomas de Maizière 2011